# Senpai et kōhai

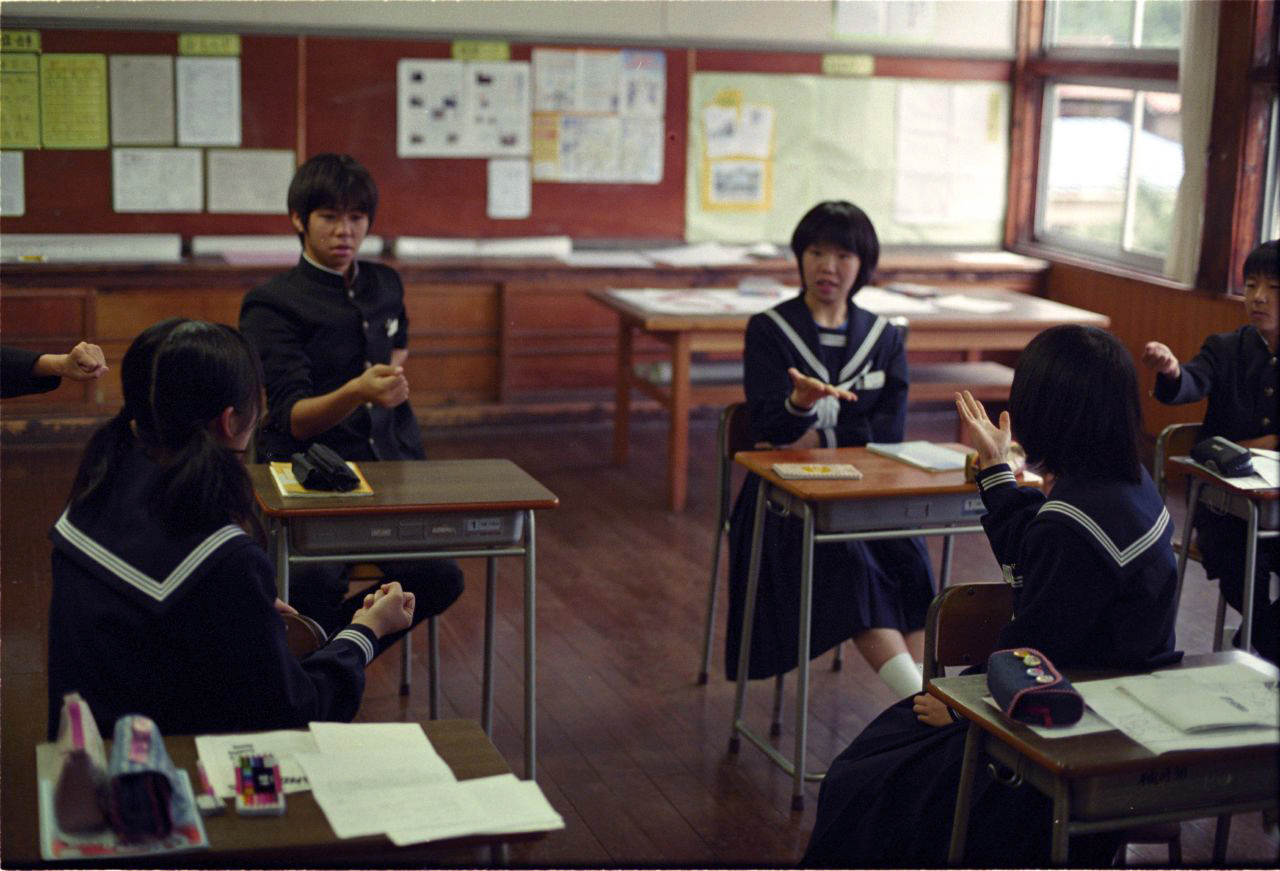
Dans les écoles japonaises, la relation senpai-kōhai est inculquée dès le plus jeune âge et fait partie intégrante de la vie quotidienne.

Dans la culture japonaise, le senpai (先輩, parfois transcrit sempai) est l'élève avancé et le kōhai (後輩, parfois transcrit kouhai) est le jeune élève. Le senpai a un rôle de tuteur auprès du kōhai et de relais de l'enseignement du sensei, le professeur ; en retour, le kōhai doit le respect au senpai. Deux élèves de même ancienneté, quant à eux, sont mutuellement dōhai (同輩).
Ce système hiérarchique est profondément ancré dans la société japonaise. Il s'applique à tous les niveaux de la société. Seule la cérémonie du thé déroge à cette hiérarchie.
À l'école, senpai et kōhai sont utilisés par les élèves de différentes années pour s'adresser ou en référer à l'autre.
Le couple senpai-kōhai apparaît dans de nombreuses œuvres japonaises ou en rapport avec le Japon. Notamment, les shōjo-ai et shōnen-ai (bandes dessinées sentimentales) jouent souvent sur l'ambiguïté des sentiments avec le respect mutuel dû à la relation senpai-kōhai.

## Senpai et kōhai dans les budo
Dans les budō (arts martiaux), l'élève ancien est là pour guider le nouvel élève. La notion de senpai et de kōhai dépend exclusivement de l'ancienneté de l'élève dans l'art, pas de l'âge ni du grade.
Selon Nobuyoshi Tamura (8e dan d'aïkido) :
« Si l'esprit de gratitude [d'un senpai] envers un kōhai s'exprime par cette seule pensée “Merci, de m'avoir permis de bien travailler aujourd'hui”, le kōhai sera heureux [;] de même si [le kōhai] remercie  le senpai de son enseignement, [celui-ci] sera content. […] Il est grotesque d'avoir à dire “Respectez-moi car je suis votre senpai” […]. Le respect envers le senpai ne doit pas être provoqué, le kōhai doit tout naturellement avoir envie de respecter le senpai. Le senpai, lui, prend soin du kōhai car le kōhai occupe la place qui est la sienne et mérite par là que l'on s'occupe de lui. »

## Couple senpai-kōhai dans les œuvres de fiction

### Séries télévisées,anime,drama
- Roy Fokker (senpai) et Hikaru Ichijō/Rick Hunter (kōhai) dans Super Dimension Fortress Macross (Noboru Ishiguro, 1982).
- Ryū (senpai) et Ayato (kōhai) dans San Ku Kaï (Minoru Yamada, 1979).
- Noda Naoko (senpai) et Kurosawa Akihiko (kōhai) dans Anego (Drama NTV, 2005).
- Tamaki (senpai) et Haruhi (kōhai) dans Ouran High School Host Club (Bisco Hatori, 2006).
- Shinichi Chiaki (senpai) et Noda Megumi (kōhai) dans Nodame Cantabile (Tomoko Ninomiya, 2001).
- Linda (senpai) et Tada Banri (kōhai) dans Golden Time (Yuyuko Takemiya, 2013).

### Films
- John Connor (senpai, joué par Sean Connery) et Web Smith (kōhai, joué par Wesley Snipes) dans Soleil levant (Philip Kaufman, 1993).

### Manga
- Daigo Asahina (senpai) et Jun Kondō (kōhai) dans Daigo, soldat du feu (Masahito Soda).
- Fuyumi (senpai) et Shūji (kōhai) dans Larme ultime (Shin Takahashi).
- Mimuro (senpai) et Nisei (kōhai) dans Loveless (Yun Kōga).
- Yota (senpai) et Nobuko (kōhai) dans Video Girl Ai (Masakazu Katsura).
- Tsubasa Ando (senpai) et Mikan Sakura  (kōhai) dans Académie Alice (Tachibana Higuchi).
- Kakashi Hatake (senpai) et Tenzō Yamato (kōhai) dans Naruto (Masashi Kishimoto).
- Misaki Kamiigusa (senpai) et Sorata Kanda (kōhai) dans Sakurasou no Pet no Kanojo (Hajime Kamoshida)
- Asumi Kominami (senpai) et Nariyuki Yuiga (kōhai) dans We Never Learn (Taishi Tsutsui)
- Mai Sakurajima (senpai) et Sakuta Azusagawa (kōhai) dans Rascal Does Not Dream of Bunny Girl Senpai (Tsugumi Nanamiya)

## Manga
Kōhai définit un type de manga. Comme shōnen, shōjo, seinen, kōhai définit un manga destiné aux enfants.